# Изенбурги

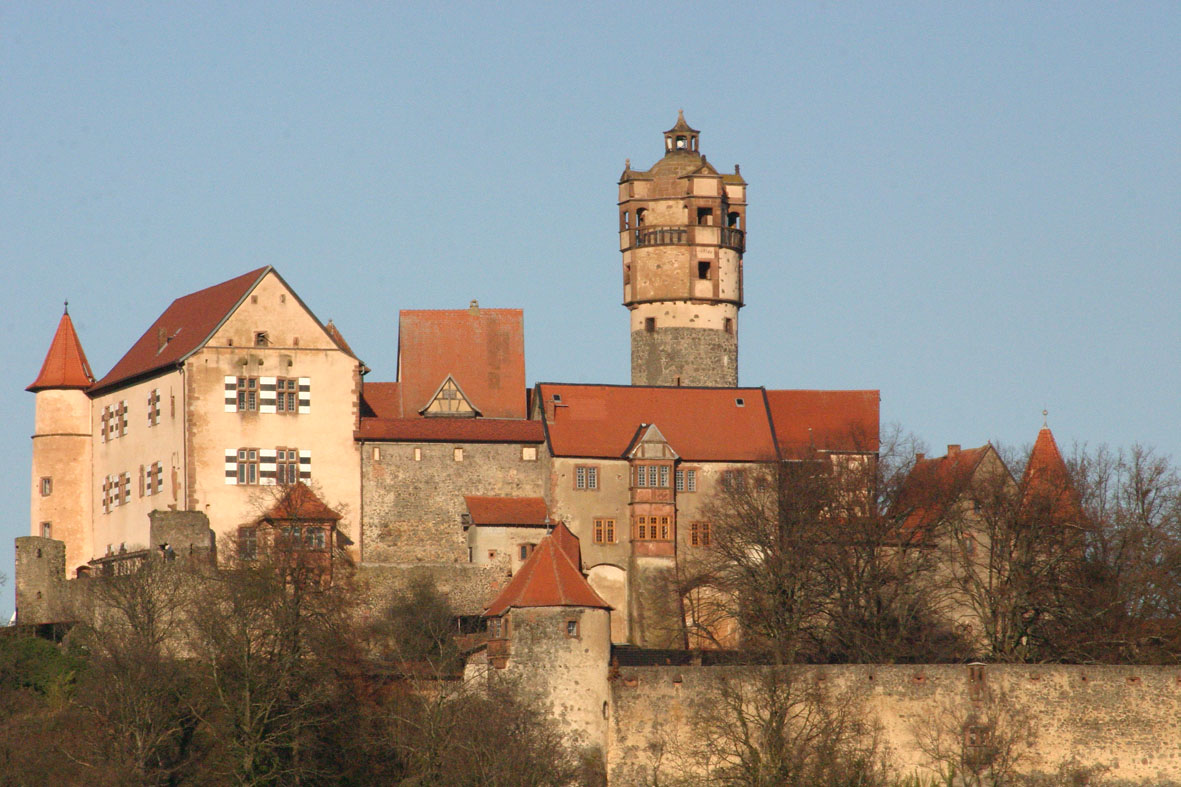
Резиденция средневековых графов Изенбургов в местечке Роннебург (Гессен)

И́зенбург (нем. Isenburg, до 1744 года также нем. Ysenburg) — германский княжеский и графский род, называемый по имени родового замка, близ Кобленца (остались лишь некоторые развалины). Представители рода управляли графством Изенбург
Изенбурги принадлежат к самым древним германским родам. Родоначальник — Рембольд I, граф фон Изенбург (1092—1137). В начале XVIII века род распался на линии: Изенбург-Оффенбах-Бирштейн и Изенбург-Бюдинген. Вольфганг-Эрнст I Изенбург-Бирштейн-Оффенбах получил от императора Карла VII титул имперского князя.
В 1770 году принц Изенбургский, в чине подполковника 2-й армии генерал-аншефа П. И. Панина участвовал в осаде и штурме Бендерской крепости. Во время штурма был контужен.
Присоединившись к Рейнскому союзу, князь Карл фон Изенбург-Бирштейн приобрёл верховную власть над владениями Изенбург-Бюдинген и над графством Шёнборн-Гейзенштамм и Лерхенфельд, став князем Изенбург. По Венскому конгрессу княжество Изенбург отошло к Австрии, а позже — к великому герцогу Гессенскому.
До 2018 года род возглавлял Франц Александр I — сын 2-го князя Изенбурга и графини Ирины Александровны Толстой, внучки генерала М. П. Толстого и М. Н. Раевского. Его дочь София фон Изенбург в апреле 2011 года сочеталась в Потсдаме браком с наследником германского (прусского) престола Георгом Фридрихом.